# 목포여자중학교
목포여자중학교(木浦女子中學校)는 대한민국 전라남도 목포시 경동2가에 있는 공립 중학교이다.

## 학교 연혁
- 1917년 4월 6일 : 개교 (목포공립실과고등여학교)
- 1945년 11월 28일 : 초대 구종회 교장 취임
- 1946년 9월 1일 : 목포여자중학교로 개명
- 2024년 9월 1일 : 제28대 이동석 교장 부임
- 2025년 1월 8일 : 제101회 졸업식 42명 졸업(총 졸업생 31,622명)
- 2025년 3월 4일 : 신입생 47명 입학

## 참고 자료
- 목포여자중학교 - 한국교육학술정보원 학교알리미